# Nyctophilus walkeri
Nyctophilus walkeri es una especie de murciélago de la familia Vespertilionidae.

## Distribución geográfica
Es endémica de Australia, se encuentra en el norte de Australia Occidental, al norte de Territorio del Norte y Lawn Hill Gorge, Queensland.